# Халлайн (округ)
Халлайн (нем. Bezirk Hallein) — политический округ в Австрии на территории исторической области Тенненгау. Центр округа — город Халлайн. Округ образован 1 сентября 1896 года и входит в федеральную землю Зальцбург. Занимает площадь 668,31 кв. км. Плотность населения 81 человек/кв.км.

## Административные единицы

### Города
1. Халлайн (18 399)
2. Дюрнберг

### Ярмарки
1. Абтенау (3 324)
2. Голлинг-на-Зальцахе (3 903)
3. Кухль (6 431)
4. Оберальм (3 844)

### Общины
1. Аднет (3 324)
2. Аннаберг-Лунгёц (2 296)
3. Бад-Фигаун (1 885)
4. Криспль (849)
5. Пух-Халлайн (4 088)
6. Русбах-ам-Пас-Гшют (803)
7. Санкт-Коломан (1 497)
8. Шеффау-ам-Тенненгебирге (1 292)